# فلت راک (کارولینای شمالی)
فلت راک (به انگلیسی: Flat Rock) شهری در ایالت کارولینای شمالی کشور ایالات متحده آمریکا است که جمعیت آن در سرشماری سال ۲۰۱۰ میلادی، ۳٬۱۱۴ نفر بوده‌است.